# Cas prosecutiu
El cas prosecutiu és un cas gramatical que es troba en tundra nenets i en protobasc. Aquesta és una variant del cas prolatiu.
S'empra per descriure un moviment utilitzant una superficíe o camí (ex: en el camí que portava a casa)